# Фруктівська сільська рада
| Фруктівська сільська рада — колишній орган місцевого самоврядування у Мелітопольському районі Запорізької області з адміністративним центром у с-щі Фруктове. Історична дата утворення: в 1987 році. Водоймища на території, підпорядкованій даній раді: р. Молочна, р. Малий Утлюк. Сільській раді підпорядковані населені пункти: - с-ще Фруктове - с. Долинське - с. Кирпичне - с. Ромашки - с. Удачне |

## Склад ради
Рада складається з 20 депутатів та голови.

### Керівний склад ради
| ПІБ                        | Основні відомості                              | Дата обрання | Дата звільнення |
| -------------------------- | ---------------------------------------------- | ------------ | --------------- |
| Очкаленко Жанна Олексіївна | Сільський голова, 1951 року народження, освіта | 26.03.2006   | 31.10.2010      |

Примітка: таблиця складена за даними джерела